# Conan Cars
Conan Cars war ein britischer Hersteller von Automobilen.

## Unternehmensgeschichte
Darryl Kershaw gründete 1986 das Unternehmen in Manchester. Er begann mit der Produktion von Automobilen und Kits. Der Markenname lautete Conan. 1988 endete die Produktion. Insgesamt entstanden etwa zwölf Exemplare.

## Fahrzeuge
Das einzige Modell war der Terminator. Es war die Nachbildung eines Lamborghini Countach. Die Basis bildete das Fahrgestell eines Lotus Esprit. Darauf wurde eine zweisitzige Coupé-Karosserie aus Fiberglas montiert. Laut einer Quelle war das Fiberglas von schlechter Qualität. Ein V8-Motor von Rover war in Fahrzeugmitte montiert, mit einem Vierganggetriebe vom VW Käfer verbunden und trieb die Hinterachse an. Eine Quelle bezeichnet die Motor-Getriebe-Einheit als ungünstige Wahl. Wahlweise war auch der Einbau des Vierzylinder-Boxermotors vom VW Käfer möglich, wodurch das Fahrzeug seine Glaubwürdigkeit verlor.